# Пишнур
Пишнур — деревня в Арбажском районе Кировской области. 

## География
Находится на расстоянии примерно 23 километра по прямой на северо-запад от районного центра поселка Арбаж.

## История
Известна с 1873 года, когда учтено было здесь (деревня Над речкой Шилинской или Пишмур) дворов 20 и жителей 196, в 1905 (Над речкой Шимшаном или Пишнур) 59 и 380, в 1926 (уже Пишнур) 61 и 285, в 1950 119 и 321. В 1989 году проживало 393 человека. В советское время работали колхозы им.Ворошилова, «Восход», совхозы «Восход» и «Пишнурский». На 2002 год имелись школа, дом культура, детсад, сооружения для ведения животноводства. До января 2021 года входила в Верхотульское сельское поселение до его упразднения.

## Население
Постоянное население составляло 374 человека (русские 92%) в 2002 году, 223 в 2010.